# Spirorbis quadrangularis
Spirorbis quadrangularis är en ringmaskart som beskrevs av Jean-Baptiste Lamarck 1838. Spirorbis quadrangularis ingår i släktet Spirorbis och familjen Serpulidae. Utöver nominatformen finns också underarten S. q. fabricii.